# Heinrich Hertz

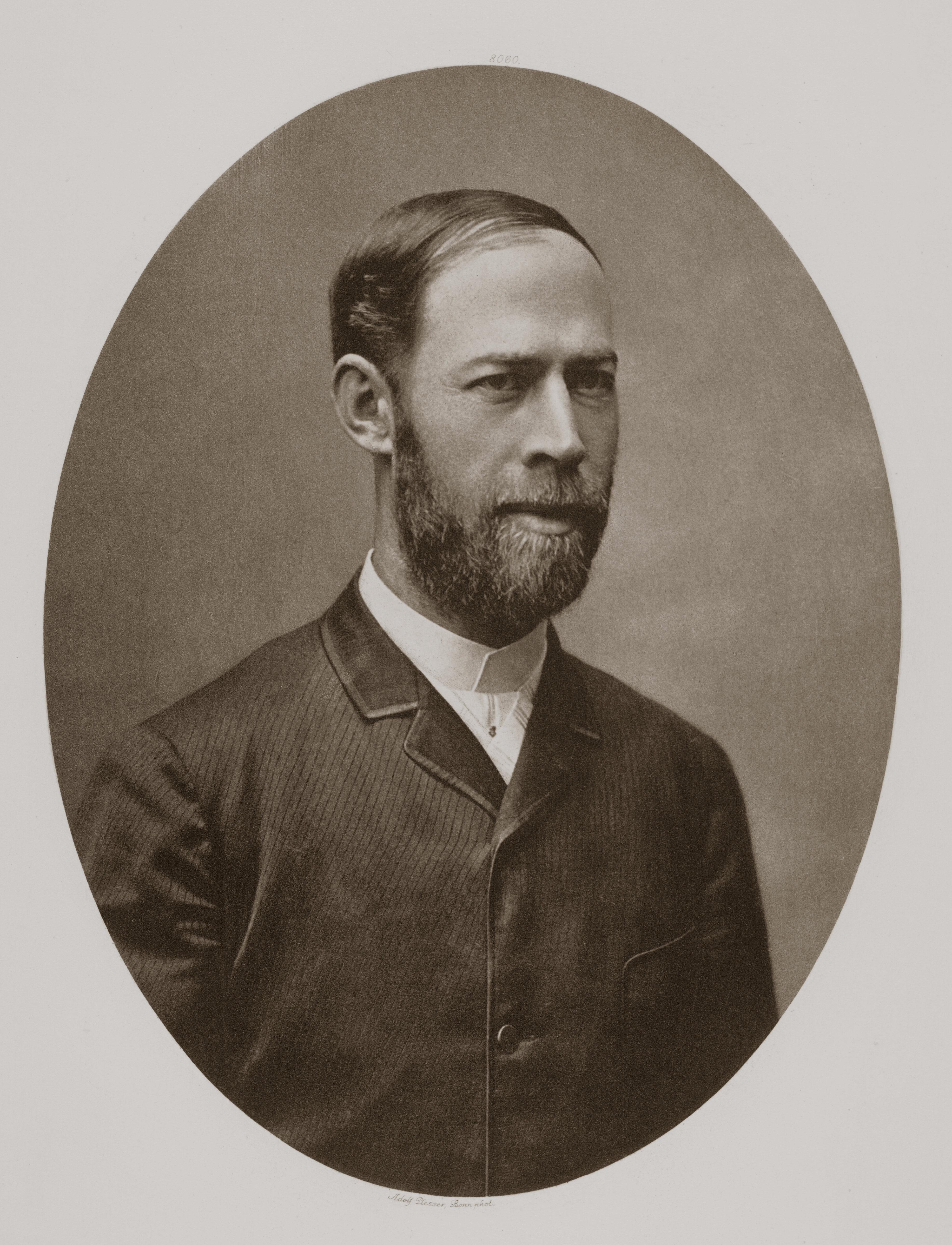
Heinrich Hertz

Heinrich Rudolf Hertz (* 22. Februar 1857 in Hamburg; † 1. Januar 1894 in Bonn) war ein deutscher Physiker. Er konnte 1886 als Erster elektromagnetische Wellen im Experiment erzeugen und nachweisen und gilt damit als deren Entdecker. Ihm zu Ehren wurde die internationale Einheit für die Frequenz als Hertz (abgekürzt mit dem Einheitenzeichen Hz) bezeichnet.

## Leben

### Herkunft
Heinrich Rudolf Hertz entstammte einer angesehenen hanseatischen Familie. Sein Vater Gustav Ferdinand Hertz (ursprünglicher Name David Gustav Hertz, 1827–1914) entstammte einer jüdischen Familie, konvertierte aber zum Christentum. Er war promovierter Rechtsanwalt, seit 1877 Richter und von 1887 bis 1904 Senator und Präses der Hamburger Justizverwaltung. Die Mutter Anna Elisabeth geborene Pfefferkorn war die Tochter eines Garnisonsarztes.
Heinrich Hertz hatte vier Geschwister, die Brüder Gustav Theodor (* 1858), Rudolf (* 1861) und Otto (* 1867) sowie die Schwester Melanie (* 1873). Der Bruder Gustav Theodor Hertz war Vater des Nobelpreisträgers Gustav Ludwig Hertz und Großvater des Atomphysikers und Informationswissenschaftlers Hardwin Jungclaussen.
1886 heiratete Heinrich Hertz Elisabeth Doll (1864–1941). Aus der Ehe gingen zwei Töchter hervor, Johanna (1887–1967) und Mathilde (1891–1975).

### Ausbildung und Lehrtätigkeit
Hertz machte sein Abitur am Johanneum in Hamburg und bereitete sich danach in einem Konstruktionsbüro in Frankfurt am Main auf ein Ingenieurstudium vor. Das Studium in Dresden brach er nach dem ersten Semester ab, weil ihn dort lediglich die Mathematikvorlesungen begeistern konnten. Nach einem einjährigen Militärdienst begann er an der Technischen Hochschule München Mathematik und Physik zu studieren.
1878 wechselte er an die Berliner Friedrich-Wilhelms-Universität. Im Alter von 23 Jahren promovierte er mit einer Arbeit über die Rotation von Metallkugeln in einem Magnetfeld und blieb zwei Jahre als Forschungs- und Vorlesungsassistent bei Hermann von Helmholtz in Berlin, wo er begann, die physikalische Natur der Kathodenstrahlen zu untersuchen.
Im Jahr 1883 wurde Hertz Privatdozent für Theoretische Physik an der Christian-Albrechts-Universität zu Kiel. Von 1885 bis 1889 lehrte er als Professor und Lehrstuhlinhaber für Physik an der Technischen Hochschule Karlsruhe.
Ab 1889 war er Professor für Physik an der Rheinischen Friedrich-Wilhelms-Universität Bonn, nachdem er Berufungen nach Berlin, Gießen und Amerika abgelehnt hatte.

### Wirken

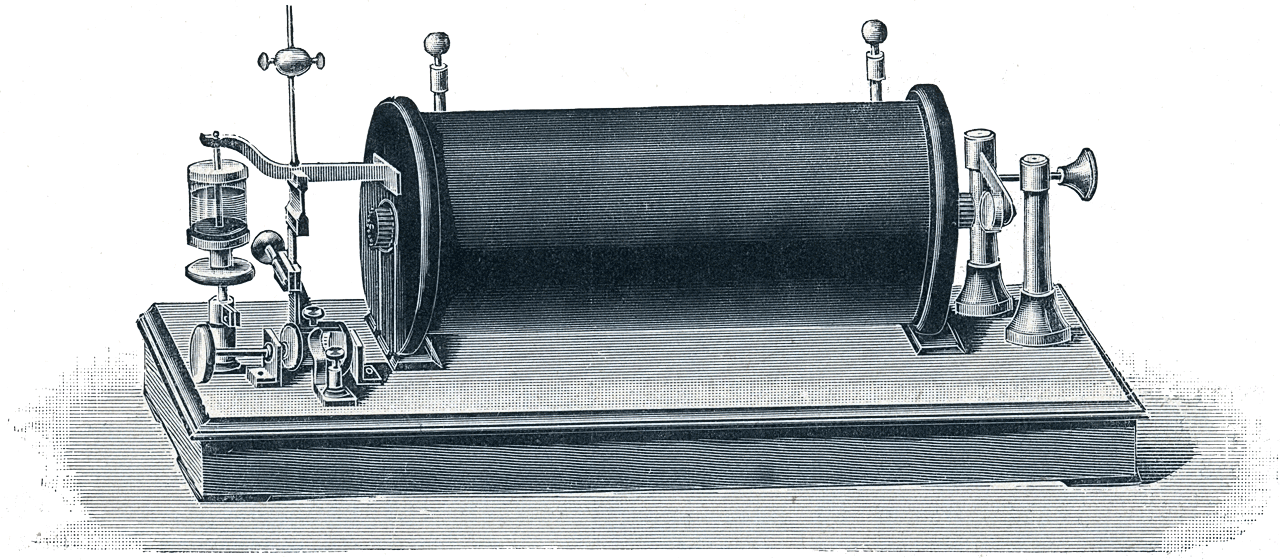
Solch ein von Heinrich Daniel Rühmkorff entwickelter Funkeninduktor diente Hertz als Generator bei seinen Funkenexperimenten

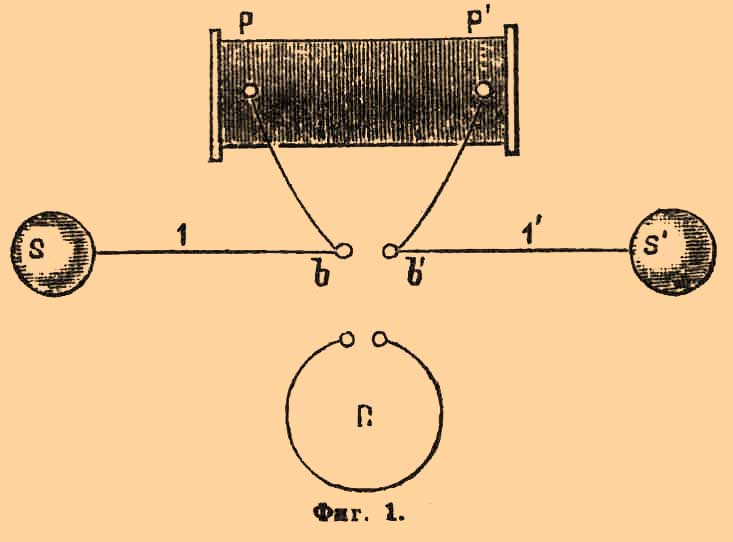
Hertzsche Versuchsanordnung mit Funkeninduktor und durch Kugeln kapazitiv verlängerter Dipol-Sendeantenne sowie unterbrochenem Metallring als Empfangsantenne

Hertz gelang es 1886 als Erstem, freie elektromagnetische Wellen (im Ultrakurzwellenbereich bei einer Frequenz von etwa 80 MHz) experimentell zu erzeugen und nachzuweisen. Am 13. November 1886 gelang ihm im Experiment die Erzeugung elektromagnetischer Wellen und ihre Übertragung von einem Sender zu einem Empfänger. Damit bestätigte er die von James Clerk Maxwell entwickelten Grundgleichungen des Elektromagnetismus und insbesondere die elektromagnetische Theorie des Lichts. Den experimentellen Beweis der elektromagnetischen Lichttheorie publizierte Hertz 1888. Die von Hertz nachgewiesene elektromagnetische Strahlung eines oszillierenden elektrischen Dipols entsprach genau derjenigen, wie er sie selber aus diesen Gleichungen für einen punktförmigen Dipol vorher berechnet hatte (siehe Hertzscher Oszillator).
Heinrich Hertz arbeitete damals in Karlsruhe und setzte die Erforschung der unsichtbaren elektromagnetischen Wellen (Radiowellen) fort. Er wies nach, dass sie sich auf die gleiche Art und mit der gleichen Geschwindigkeit ausbreiten wie Lichtwellen (siehe Brechung, Polarisation und Reflexion). An der Berliner Akademie der Wissenschaften unterrichtete er am 13. Dezember 1888 in seinem Forschungsbericht „Über Strahlen elektrischer Kraft“ über die elektromagnetischen Wellen. Heinrich Hertz’ Ergebnisse lieferten die Grundlage für die Entwicklung der drahtlosen Telegrafie und des Radios.
1886 untersuchte Hertz den bereits 1839 von Alexandre Edmond Becquerel entdeckten äußeren Photoeffekt. Diese Untersuchung wurde ein Jahr später von Wilhelm Hallwachs weitergeführt (Hallwachs-Effekt). Der Effekt spielte eine besondere Rolle bei der Formulierung der Lichtquantenhypothese durch Albert Einstein 1905.
Hertz berechnete elastizitätstheoretisch die Spannungen beim Druckkontakt gekrümmter Flächen (Hertzsche Pressung).
Als Bonner Professor ab 1889 führte er die schon in Berlin begonnenen Untersuchungen zur Natur der Kathodenstrahlen fort und zeigte bei seiner letzten Experimentaluntersuchung 1891, dass diese dünne Metallfolien durchdringen können. Sein Assistent Philipp Lenard erweiterte später dieses Experiment, verwendete statt der dünnen Folie ein mit einer Aluminiumfolie versehenes Metallsieb. Durch dieses „Lenardfenster“ konnten Kathodenstrahlen aus der Vakuumröhre in die Luft austreten. Damit waren die Grundlagen für die Entdeckung der Bremsstrahlen im Jahr 1895 durch Wilhelm Conrad Röntgen geschaffen. „Für seine Arbeiten über Kathoden-Strahlen“ erhielt Lenard dann 1905 den Nobelpreis für Physik.

### Tod

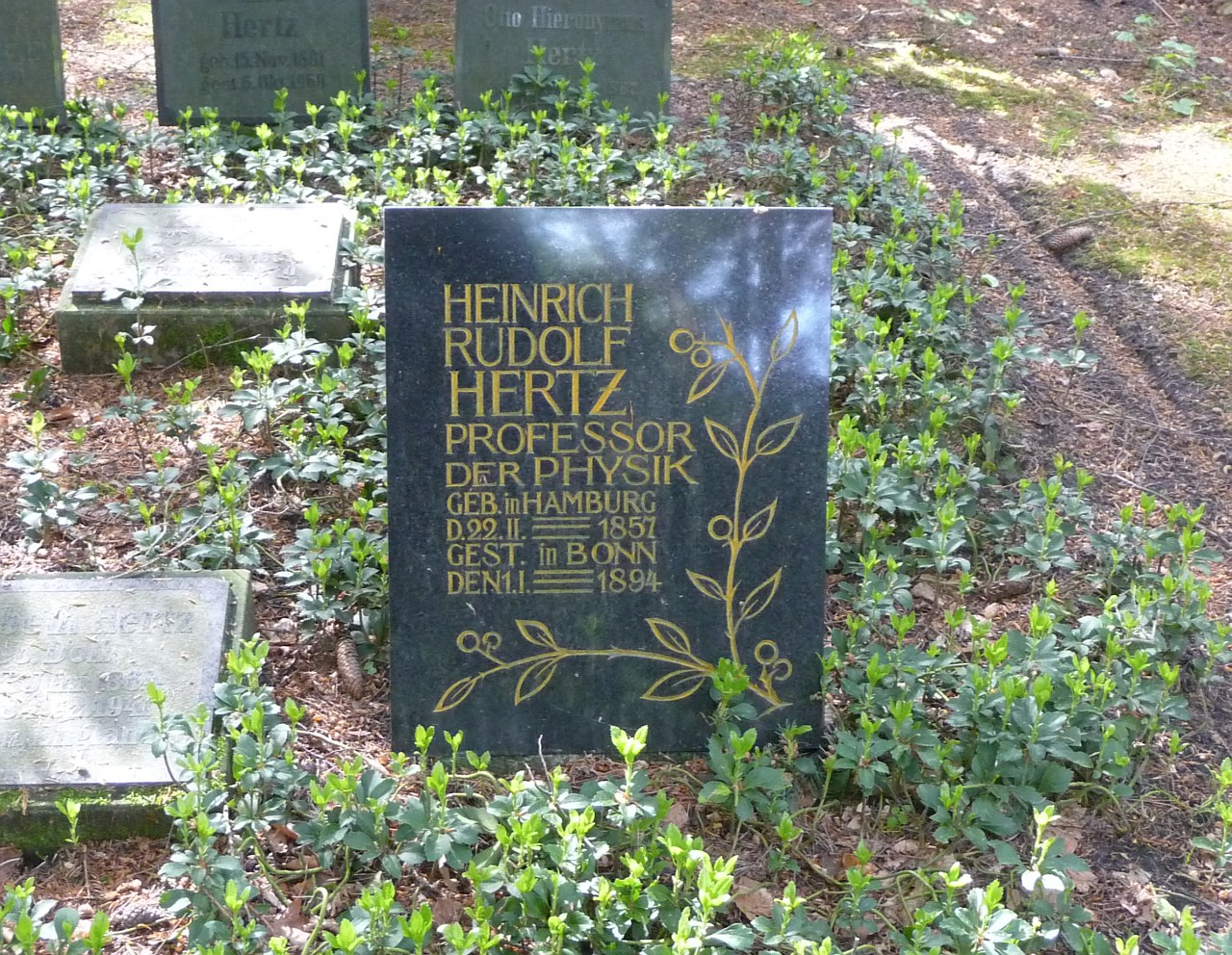
Grab auf dem Friedhof Ohlsdorf

1892 wurde bei Hertz nach einem schweren Migräneanfall Wegener-Granulomatose festgestellt. 1894 starb er daran in Bonn. Er ist auf dem Friedhof Ohlsdorf in Hamburg begraben. Seine Frau Elisabeth heiratete nicht wieder. Die beiden Töchter heirateten nicht und blieben ohne Nachkommen.

## Zeit des Nationalsozialismus
Heinrich Hertz definierte sich nie als Jude und war sein ganzes Leben lutherisch, da die Familie seines Vaters zum evangelisch-lutherischen Christentum konvertiert war. Auch der unter deutschen Juden häufige Name Hertz führte nicht dazu, dass er als Physiker antisemitischen Vorurteilen ausgesetzt war. Erst in der NS-Zeit ging man postum auf Distanz zu dem erfolgreichen, im rassistischen Jargon des Nationalsozialismus als „Halbjude“ bezeichneten Wissenschaftler. Sein Porträt wurde wegen seiner jüdischen Abstammung aus dem Hamburger Rathaus entfernt sowie nach ihm benannte Institutionen und Straßen zumeist umbenannt. Auch gab es Überlegungen, die nach ihm benannte Einheit Hertz, die 1933 international eingeführt worden war, unter Beibehaltung der Abkürzung „Hz“ in „Helmholtz“ umzubenennen.
Seine Tochter, die Biologin Mathilde Hertz, und sein Neffe, der Physiknobelpreisträger Gustav Hertz, wurden nach dem Gesetz zur Wiederherstellung des Berufsbeamtentums aus dem öffentlichen Dienst entfernt. Mathilde Hertz emigrierte 1935 nach England, wohin ihr Mutter und Schwester 1936 folgten.

## Ehrungen

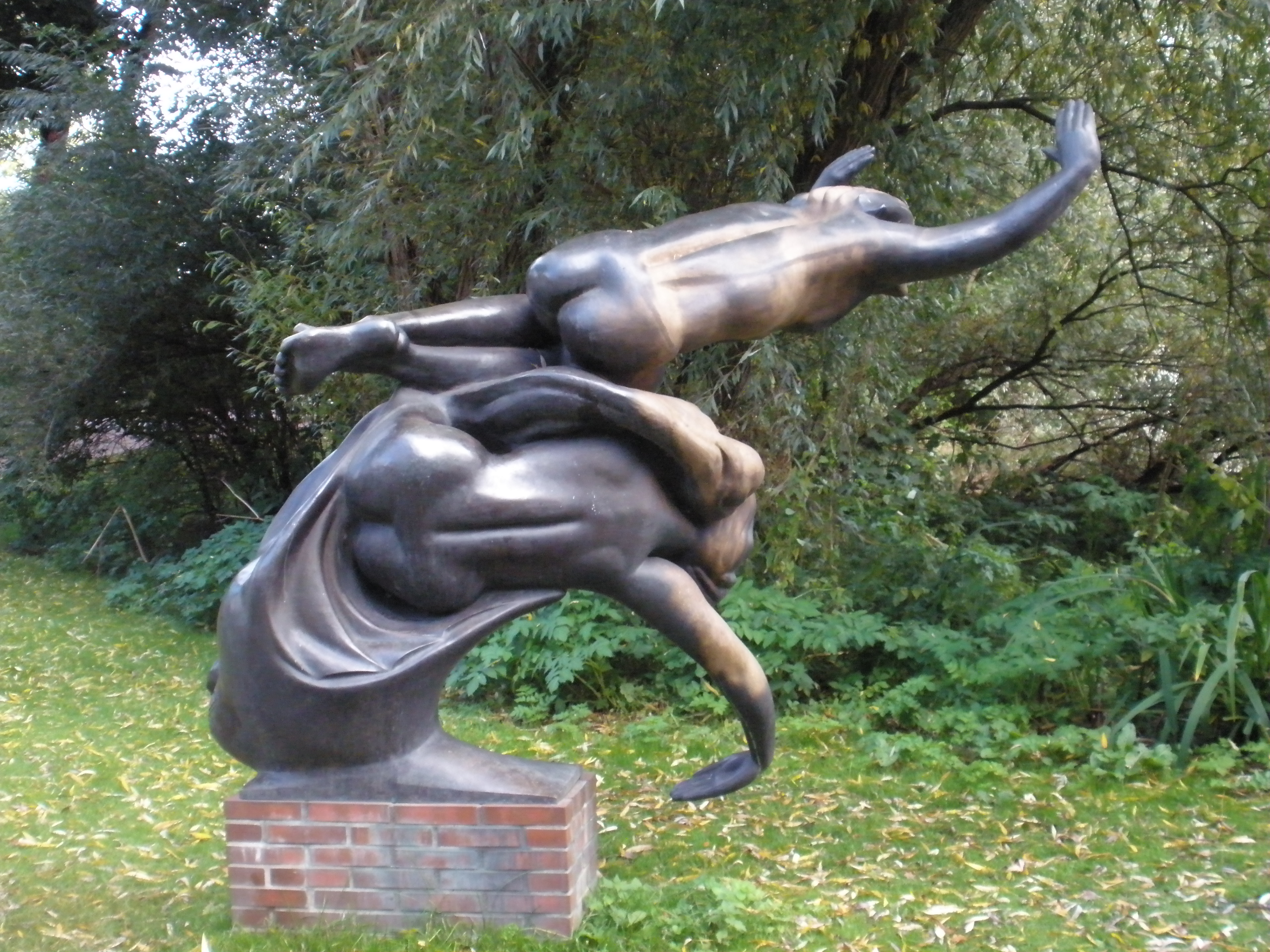
Ätherwelle, Denkmal für Heinrich Hertz im Hamburger Eichenpark

### Orden
- Hertz erhielt den japanischen Orden des Heiligen Schatzes.[15]

### Denkmale
- Ein seit 1897 im Hamburger Rathaus befindliches Porträtrelief an einer der Ehrensäulen der Rathausdiele wurde von den Nationalsozialisten entfernt, nach dem Krieg aber wiederhergestellt.
- 1933 wurde die Aufstellung einer vom Hamburger Senat in Auftrag gegebenen Bronzeskulptur „Ätherwelle“ zur Ehrung von Hertz verhindert. Die in Vergessenheit geratene Skulptur von Friedrich Wield wurde erst 1994 im Eichenpark an der Alster aufgestellt.[16] 2016 wurde die Skulptur innerhalb des Stadtteils Harvestehude auf den bereits in den 1930er Jahren favorisierten Platz auf dem Gelände des NDR-Funkhauses versetzt.[17]
- Ein weiteres bleibendes Denkmal setzte Hermann von Helmholtz seinem Freund Hertz mit der Herausgabe von dessen Nachlass.[18]

### Heinrich Hertz als Namensgeber

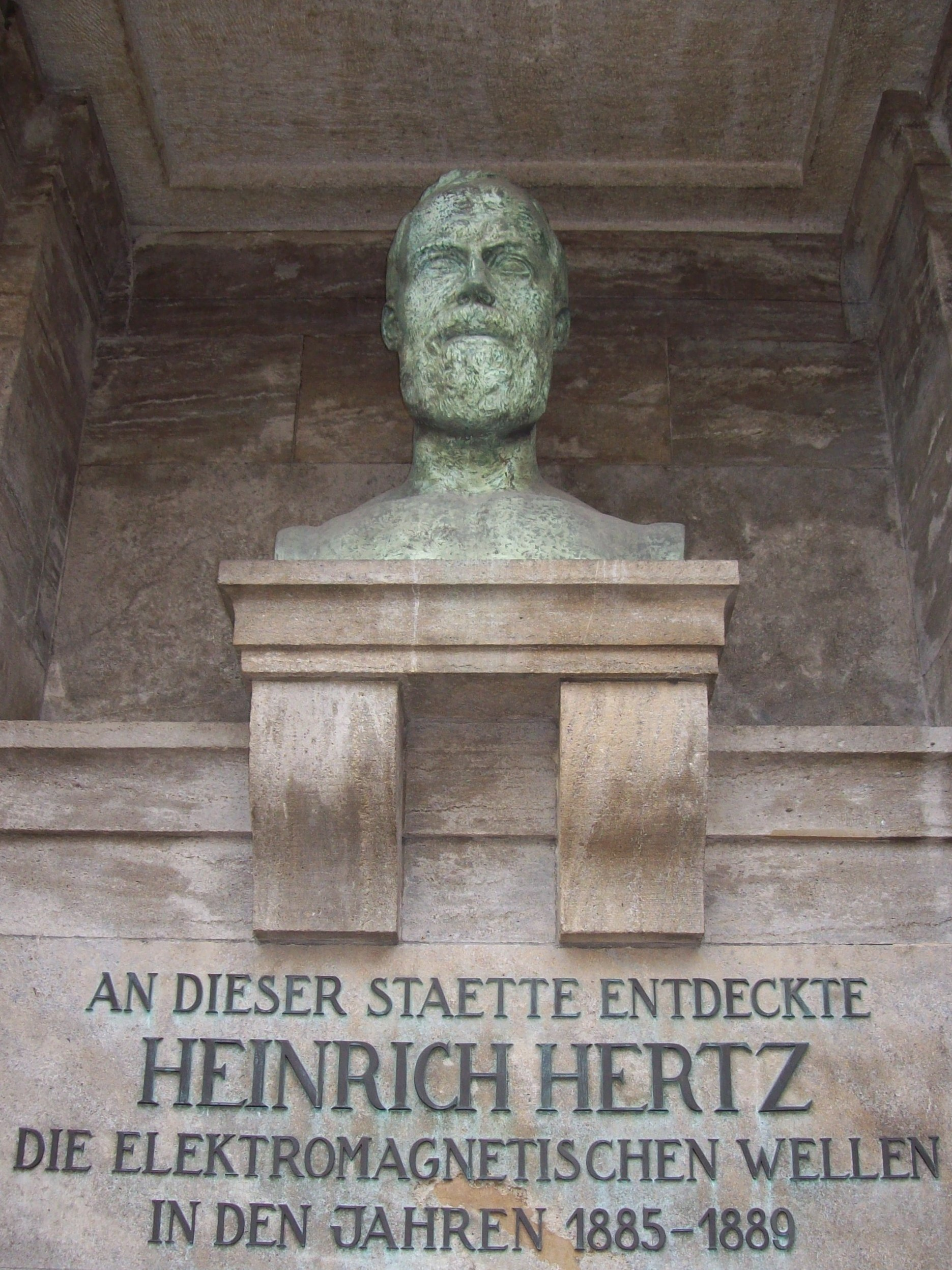
Büste auf dem Campus Süd des Karlsruher Instituts für Technologie

Nach Hertz wurden unter anderem benannt:
- die Einheit Hertz (Hz) der Frequenz, die seit 1933 im internationalen metrischen System verankert ist (eine Schwingung pro Sekunde = 1 Hz)
- ein 1996 entdeckter Asteroid erhielt den Namen (16761) Hertz
- 1961 erhielt der Mondkrater Hertz seinen Namen
- der Heinrich-Hertz-Turm (Hamburger Fernsehturm)
- das Heinrich-Hertz-Teleskop, Mount Graham, Arizona
- das Berliner Heinrich-Hertz-Institut, das seit dem 1. Januar 2003 zur Fraunhofer-Gesellschaft gehört
- verschiedene Schulen, darunter:
  - das Heinrich-Hertz-Berufskolleg in Düsseldorf
  - das Heinrich-Hertz-Europakolleg in Bonn
  - ehemaliges Heinrich-Hertz-Gymnasium in Bonn, siehe Nicolaus-Cusanus-Gymnasium Bonn
  - das Heinrich-Hertz-Gymnasium in Berlin-Friedrichshain
  - die Heinrich-Hertz-Schule in Hamburg (ehemalige Lichtwark-Schule)
  - die Heinrich-Hertz-Schule Karlsruhe (Schule für Elektrotechnik und Informationstechnik)
- Straßen, z. B. in Berlin, Bonn, Bremen-Vahr, Darmstadt, Hamburg, Kassel, Leinefelde-Worbis, Neubrandenburg, Schacht-Audorf
- die Heinrich-Hertz-Kaserne in Daun
- die Heinrich-Hertz-Kaserne in Birkenfeld
- der Hertz-Hörsaal im Karlsruher Institut für Technologie, Campus Süd
- der Heinrich-Hertz-Satellit, eine 2023 gestartete Satellitenmission des DLR

## Schriften (Auswahl)

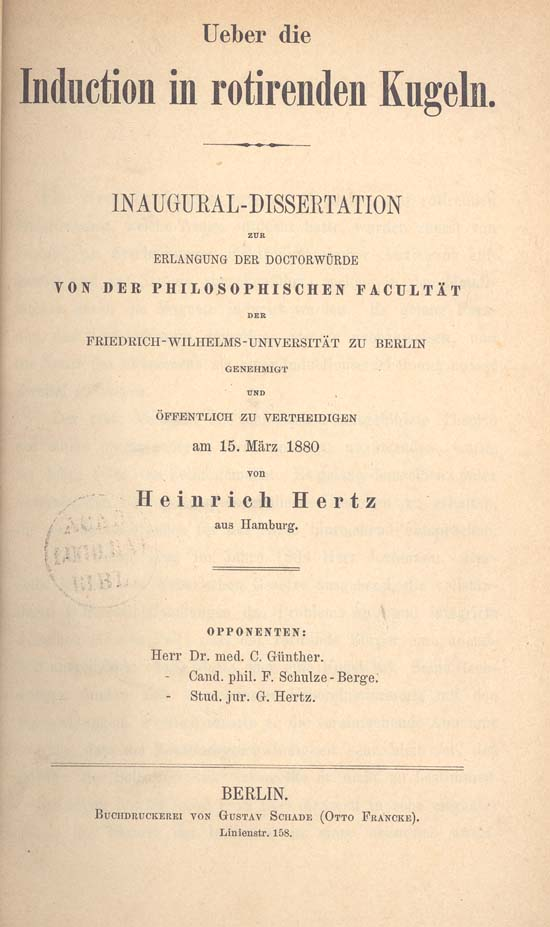
Ueber die Induction in rotirenden Kugeln, 1880

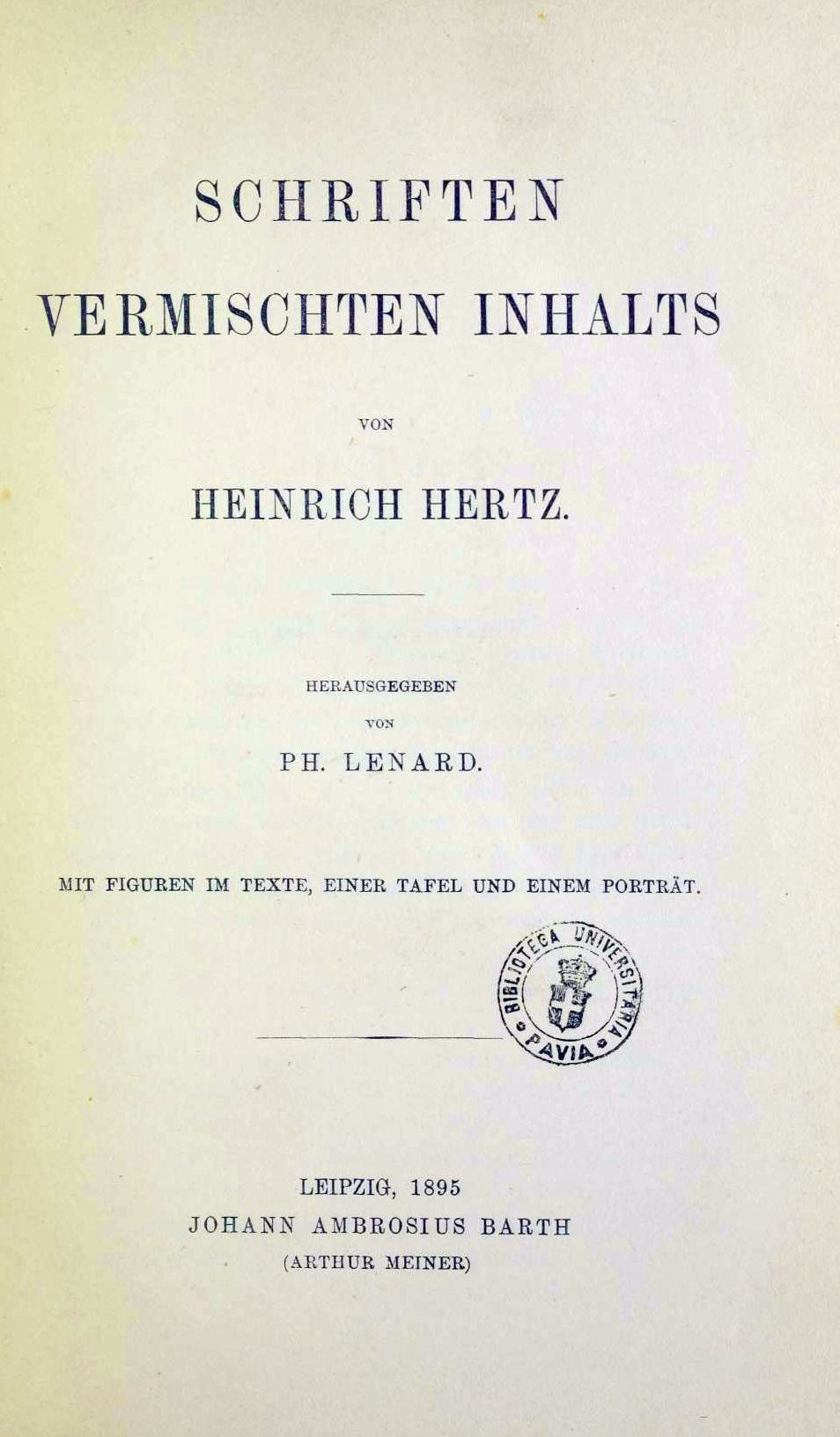
Schriften vermischten Inhalts, 1895

- Ueber die Induction in rotirenden Kugeln. Inaugural-Dissertation Berlin, 1880.
- Ueber die Berührung fester elastischer Körper, Journal für reine und angewandte Mathematik, Band 92, 1881, S. 156–171 (PDF-Datei; 1,81 MB)
- Die Constitution der Materie. Eine Vorlesung über die Grundlagen der Physik aus dem Jahre 1884. Herausgegeben von Albrecht Fölsing, Berlin 1999.
- Ueber sehr schnelle electrische Schwingungen. In: Annalen der Physik. Band 267, Nummer 7, 1887, S. 421–448. (PDF-Datei; 1,4 MB) doi:10.1002/andp.18872670707
- Ueber einen Einfluss des ultravioletten Lichtes auf die electrische Entladung. In: Annalen der Physik. Band 267, Nummer 8, 1887, S. 983–1000. doi:10.1002/andp.18872670827
- Ueber die Einwirkung einer geradlinigen electrischen Schwingung auf eine benachbarte Strombahn. In: Annalen der Physik. Band 270, Nummer 5, 1888, S. 155–170. doi:10.1002/andp.18882700510
- Ueber die Ausbreitungsgeschwindigkeit der electrodynamischen Wirkungen. In: Annalen der Physik. Band 270, Nummer 7, 1888, S. 551–569. doi:10.1002/andp.18882700708
- Ueber die Beziehungen zwischen Licht und Elektricität. Vortrag gehalten bei der 62. Versammlung deutscher Naturforscher und Ärzte in Heidelberg. Emil Strauß, 1889.
- Gesammelte Werke, Band 2: Untersuchungen über die Ausbreitung der elektrischen Kraft, Barth 1894, Archive
- Die Prinzipien der Mechanik in neuem Zusammenhange dargestellt, Leipzig, 1894, Archive
- Schriften vermischten Inhalts. Johann Ambrosius Barth, Leipzig 1895 (beic.it).